# Alfredo Arias
Pour les articles homonymes, voir Arias.
Alfredo Arias, né le 4 mars 1944 à Lanús dans la banlieue de Buenos Aires en Argentine, est un metteur en scène, comédien et dramaturge franco-argentin.

## Biographie
Alfredo Arias est né dans une famille modeste de la banlieue de Buenos Aires, d'un père ouvrier travaillant dans une usine textile qui fabriquait notamment des espadrilles et les bâches qui recouvraient les chapiteaux des cirques et d'une mère à domicile « sombre, amère », inquisitrice, à un point tel qu'il entre en conflit avec elle et s'engage dans les Jeunesses péronistes. Sa famille le destine à la profession d'avocat mais il se sent une vocation d'artiste, si bien qu'à onze ans, il est inscrit dans un lycée militaire puis doit passer une licence en droit.

### Carrière théâtrale
Il prend des cours de théâtre dispensés par l'Alliance française mais est vite rebuté par son répertoire désuet et la mise en scène classique.
Alfredo Arias fonde, en compagnie d'amis artistes et acteurs, le groupe théâtral « TSE » à Buenos Aires et met en scène ses premières créations originales mêlant le fantastique, la féerie et l'humour : Dracula, Aventuras, Goddess. Communiste et homosexuel, il subit les premières vagues de répression de la dictature militaire argentine et décide de s'exiler. Après être passé à New York, il s'installe à Paris en 1969. Sa première pièce, Histoire du Théâtre, et sa mise en scène de Eva Peron de Copi, sont remarquées pour l'originalité de leur ton, leur fantaisie et surtout un regard radicalement neuf sur le théâtre. Suivent alors Comédie policière ; Luxe, une parodie de music hall et Peines de cœur d'une chatte anglaise, d'après Balzac et Grandville, pièce avec masques jouée plus de trois cents fois à Paris et reprise à travers le monde, notamment en Italie.
Le « groupe TSE » s'installe dans divers théâtres parisiens et assure plusieurs créations parmi lesquelles L'Étoile du Nord, Les Jumeaux vénitiens de Goldoni, La Bête dans la jungle de Marguerite Duras d'après Henry James et La Femme assise de Copi.
En 1985, il est nommé directeur du Théâtre de la Commune d'Aubervilliers où il mènera de front pendant six ans un travail sur le répertoire classique, des créations contemporaines et une réinterprétation ironique du music-hall : Marivaux, Maeterlinck, Mérimée, Goldoni... Sa pièce musicale Famille d'artistes est reprise en Argentine. Il rejoint son compatriote Copi, pour Les Escaliers du Sacré-Cœur.
Il sera invité au Palais des Papes au Festival d'Avignon pour mettre en scène La Tempête de Shakespeare, et par la Comédie-Française pour La Ronde de Schnitzler au Théâtre de l'Odéon. À partir de 1992, il commence une série de créations originales qui lui permettent d'inventer un nouveau langage théâtral mêlant danse, musique et dialogues poétiques : la revue Mortadela (qu'il écrit avec René de Ceccatty avec lequel il collaborera désormais régulièrement) et pour laquelle il obtient le Molière du Meilleur Spectacle Musical ; la revue des Folies Bergère ; Fous des Folies, Faust Argentin ; Peines de cœur d'une chatte française pour laquelle il obtient le Molière du meilleur spectacle et le Molière des meilleurs costumes ; La Dame aux camélias de René de Ceccatty avec Isabelle Adjani ; Cachafaz de Copi ; un monologue pour sa comédienne Marilú Marini, Nini ; La pluie de Feu de Silvina Ocampo, Aimer sa mère et Mère et fils (avec des écrivains français, argentins, uruguayen, chinois et américain).
Il a interprété le rôle de Madame dans Les Bonnes de Jean Genet dont il signe la mise en scène. Et celui de Madame de Sade dans la pièce de Yukio Mishima qu'il met en scène également.
Metteur en scène d'opéra, il donne aussi une touche tout à fait originale aux œuvres qu'il aborde dans le répertoire lyrique en France (Opéra Bastille, Théâtre du Châtelet, Festival d'Aix-en-Provence, Opéra de Caen), en Italie (Spolète, Scala de Milan, Opéra de Turin), en Espagne et en Argentine (Teatro Colón) : Les Indes galantes ; The Rake's Progress (deux mises en scène différentes) ; La Veuve joyeuse ; Les Contes d'Hoffmann (deux mises en scène différentes) ; Les Mamelles de Tirésias ; Le Barbier de Séville ; Le Songe d'une nuit d'été de Benjamin Britten ; Carmen, entré au répertoire de l'Opéra Bastille ; La Corte del Faraón à la Zarzuela de Madrid ; Maria de Buenos Aires ; Bomarzo d'Alberto Ginastera ; Mort à Venise de Benjamin Britten...
Au cinéma, il a tourné Fuegos sur un scénario original, Bella vista d'après Colette pour la chaîne culturelle Arte. Pour la télévision, il a supervisé les tournages de Mortadela, Fous des Folies, Faust Argentin et Concha Bonita (tous écrits en collaboration avec René de Ceccatty).
Parmi ses récentes créations : Concha Bonita (avec pour interprète principale Catherine Ringer et pour compositeur Nicola Piovani), une comédie musicale dont la version italienne vient d'être réalisée à Rome ; Kavafis, les trois cercles de l'exil au centre expérimental du Theatro Colón à Buenos Aires ; Incrustations ; Le Palais de la reine en version espagnole dans le cadre du Festival « Tintas Frescas » de Buenos Aires, Relaciones Tropicales à Buenos Aires et Mambo Mistico (au Théâtre national de Chaillot), La Belle et les Bêtes. En 2006, il crée et met en scène le spectacle Les Noces de l'Enfant Roi, présenté à Versailles dans le cadre du festival des Fêtes de nuit. Il collabore avec Chantal Thomas pour l'écriture, Les Rita Mitsouko pour la musique et Roberto Plate pour la scénographie. En 2007, il crée Divino Amore (avec René de Ceccatty), interprété par Marilú Marini, Antonio Interlandi, Sandra Guida et Alejandra Radano. En 2009, il écrit, interprète et met en scène Tatouage, comédie musicale sur le chanteur espagnol Miguel de Molina et Eva Perón. En 2010, il adapte et met en scène Les Oiseaux d'Aristophane à la Comédie-Française.
Alfredo Arias a publié la plupart de ses pièces originales en France chez Actes Sud-Papiers ainsi qu'un roman, Folies Fantômes, en 1997 aux Éditions du Seuil et un livre d'entretiens avec Hervé Pons, L'écriture retrouvée (Editions du Rocher).

## Théâtre

### Mises en scène
- Dracula
- Goddess
- Aventuras
- Luxe
- 1970 : Eva Perón de Copi
- 1972 : Comédie policière de Javier Arroyuelo et Rafael Lopez Sanchez, groupe TSE, Théâtre de Chaillot
- 1977 : Peines de cœur d'une chatte anglaise d'après la nouvelle d'Honoré de Balzac, adaptation de Geneviève Serreau, groupe TSE, Festival de Chiraz-Persépolis (1977), Théâtre Gérard Philipe de Saint-Denis, Théâtre Montparnasse (1978)
- 1979 : L'Étoile du Nord de Geneviève Serreau d'après Alfredo Rodriguez Arias, Théâtre Montparnasse
- 1980 : Les Jumeaux vénitiens de Carlo Goldoni, Théâtre Gérard Philipe
- 1981 : La Bête dans la jungle d'après la nouvelle de Henry James, adaptation de Marguerite Duras
- 1982 : Trio de Kado Kostzer, Théâtre Moderne, Théâtre national de Strasbourg
- 1984 : La Femme assise de Copi, Théâtre des Mathurins
- 1986 : La Tempête de William Shakespeare, Festival d'Avignon, Théâtre de la Commune
- 1986 : La Vie de Clara Gazul de Danielle Vézolles et Alfredo Arias d’après Prosper Mérimée, Théâtre de la Commune
- 1987 : La Ronde d'Arthur Schnitzler, Comédie-Française au Théâtre de l'Odéon
- 1987 : Le Jeu de l'amour et du hasard de Marivaux, Théâtre de la Commune
- 1990 : Les Escaliers du Sacré-Cœur de Copi, Théâtre de la Commune
- 1992 : Mortadela, Théâtre Montparnasse, La Cigale
- 1993 : Cachafaz de Copi, Théâtre national de la Colline
- 1998 : Aimer sa mère (collectif), MC93 Bobigny
- 1999 : Les Peines de cœur d'une chatte française, en collaboration avec René de Ceccatty, sur une musique d'Arturo Annecchino. MC93 Bobigny
- 2000 : La Dame aux camélias de René de Ceccatty d'après Alexandre Dumas fils, avec Isabelle Adjani, Théâtre Marigny
- Pallido oggetto del desiderio de René de Ceccatty (en italien)
- Mambo Mistico de Gonzalo Demaria (musique d'Aldo Brizzi)
- 2002 : Concha Bonita, en collaboration avec René de Ceccatty, sur une musique de Nicola Piovani.
- 2001 : Les Bonnes de Jean Genet, avec Marilú Marini, Laure Duthilleul et Alfredo Arias, Théâtre de l'Athénée, Théâtre des Bouffes-Parisiens
- 2004 : Madame de Sade d’après Yukio Mishima, version française d’André Pieyre de Mandiargues, Théâtre national de Chaillot
- 2005 : Mère et fils de René de Ceccatty, Colette Fellous et Louis Gardel, Théâtre national de Nice
- 2005 : Le Palais de la Reine de Chantal Thomas, Théâtre du Rond-Point
- 2008 : L'Île flottante de Chantal Thomas, Théâtre national de Chaillot
- 2009 : Tatouage, Trois Tangos, Cabaret Brecht Tango Broadway, spectacles musicaux, Théâtre du Rond-Point
- 2010 : Les Oiseaux d'Aristophane, Comédie-Française
- 2011 : Tatouage & Cabaret Brecht Tango Broadway, spectacles musicaux, Théâtre du Rond-Point
- 2011 : Truismes d'après le roman de Marie Darrieussecq, Théâtre du Rond-Point
- 2013 : El Tigre en collaboration avec René de Ceccatty, sur une musique de Bruno Coulais, Théâtre du Rond-Point
- 2013-2014-2015  Il circo equestre Sgueglia de Raffaele Viviani, Teatro San Ferdinando, Naples, Teatro Quirino Rome, Théâtre de l'Atelier Paris
- 2016-2017 : Il Bugiardo de Goldoni, Teatro Mercadante, Naples, Teatro Quirino,  Rome, Théâtre de l'Epée de Bois, Vincennes
- 2018 : Elle de Jean Genet, Théâtre de l'Athénée-Louis-Jouvet, Paris

### Auteur
- Histoire du Théâtre
- Famille d'Artistes, avec Kado Kostzer.
- Mortadela, avec René de Ceccatty, (Molière du meilleur spectacle musical).
- Fous des Folies, avec René de Ceccatty
- Faust Argentin, avec René de Ceccatty et Jorge Schussheim
- Peines de cœur d'une chatte française, avec René de Ceccatty
- 2002 : Concha Bonita, avec René de Ceccatty
- La Belle et les Bêtes, avec René de Ceccatty
- 2007 : Divino Amore, livret avec René de Ceccatty
- 2012 : Cinelandia avec René de Ceccatty
- 2015 : Comédie pâtissière
- 2017 : Madame Pink avec René de Ceccatty, Mauro Gioia, Mark Plati

## Filmographie
- 1987 : Fuegos (long-métrage cinéma)
- 1991 : Bella vista (téléfilm)
- 2021 : Fanny camina avec Ignacio Masllorens (long-métrage cinéma)

## Publications
- Folies Fantômes, mémoires imaginaires, Éditions du Seuil, Collection Cadre Rouge, Paris, 1997,  (ISBN 2020312344)
- L'Écriture retrouvée, entretiens d'Alfredo Arias avec Hervé Pons, souvenirs, Éditions du Rocher (Collection Entrée des artistes), Monaco, 2008,    (ISBN 978-2-268-06519-9) (BNF 41229376)

## Distinctions

### Récompenses
Alfredo Arias a obtenu de nombreuses récompenses : la bourse de la Fondation Guggenheim, le Prix du Plaisir du Théâtre pour Peines de cœur d'une chatte anglaise, le Prix de la Critique pour l'interprétation de Marilú Marini dans La Femme assise, le Molière d'Espagne pour l'interprète principale de La Marquise Rosalinde, le Molière du Meilleur Spectacle Musical pour Mortadela, le Pegaso d'Oro pour Les Mamelles de Tirésias à Spolète, le Molière du meilleur spectacle musical et le Molière des meilleurs costumes pour Peines de cœur d'une chatte française.
- Bourse de la Fondation Guggenheim
- Prix du Plaisir du Théâtre pour Peines de cœur d'une chatte française
- Prix de la Critique pour l'interprétation de Marilú Marini dans La Femme assise
- Molière d'Espagne pour l'interprète principale de La Marquise Rosalinde
- Molière du meilleur spectacle musical pour Mortadela et pour Peines de cœur d'une chatte française
- Pegaso d'Oro pour Les Mamelles de Tirésias à Spolète

### Décorations
- Chevalier de l'ordre national du Mérite par décret du 24 novembre 2021[4]
- Commandeur de l'ordre des Arts et des Lettres